# James Roland Walter Parker
James Roland Walter Parker (20 de diciembre de 1919-17 de noviembre de 2009) fue un militar, diplomático y administrador colonial británico.

## Carrera
Comenzó su carrera gubernamental en el Ministerio de Trabajo en 1938. Se unió al ejército británico durante la Segunda Guerra Mundial, perdiendo media pierna en combate. Luego de 1945 volvió al Ministerio, siendo nombrado en el Ministerio de Relaciones Exteriores y de la Mancomunidad de Naciones (FCO) en 1966.
En su carrera diplomática, ocupó puestos en Nigeria y Fiji. Se desempeñó como Alto Comisionado del Reino Unido en Gambia entre 1972 y 1975. En mayo de 1976 fue nombrado Cónsul General en Durban, Sudáfrica.
Se desempeñó como gobernador del territorio británico de ultramar de las Islas Malvinas, en litigio con Argentina, entre enero de 1977 y enero de 1980, y como Alto Comisionado del Territorio Antártico Británico durante el mismo período. Al momento de su nombramiento, Argentina y Reino Unido llevaban a cabo negociaciones para la transferencia de soberanía de las islas Malvinas. Parker anualmente visitó las islas Georgias del Sur y Sandwich del Sur, como así también la Antártida.
Poco tiempo después de dejar las islas, se retiró del FCO para instalarse en Somerset en el área de West Country, Inglaterra, donde falleció en noviembre de 2009.
Fue nombrado oficial de la Orden del Imperio Británico en los honores de año nuevo de 1968, y compañero de la Orden de San Miguel y San Jorge, en los honores de año nuevo de 1978.